# Weyburn
Weyburn é a décima maior cidade da província canadense de Saskatchewan. A sua população é de cerca de 10.870 habitantes, e a cidade está localizada na Divisão Nº2 de Saskatchewan, a 110 quilômetros a sudeste da capital da província, Regina, e a 70 quilômetros ao norte da fronteira com a Dakota do Norte, nos Estados Unidos.